# بطولة الأمم الرئيسية 1935
بطولة الأمم الرئيسية 1935 (بالإيطالية: Home Championship 1935)‏ هو الموسم 48 من بطولة الأمم الرئيسية. كان عدد الأندية المشاركة فيه 4، وفاز فيه منتخب إنجلترا الوطني لاتحاد الرغبي، ومنتخب أيرلندا الوطني لاتحاد الرغبي.